# Fabio Aru
Fabio Aru (* 3. července 1990) je italský profesionální silniční cyklista. Od roku 2012 jezdí za ProTour stáj Qhubeka-Assos. Jeho největším úspěchem je 1. místo v celkovém pořadí na Vuelta a España 2015.

## Úspěchy

### 2011
1. místo-celkově Giro della Valle d'Aosta
vítěz 6. etapy
4. místo-celkově Baby Giro

### 2012
1. místo Toscana Coppa delle Nazioni
1. místo-celkově Giro della Valle d'Aosta
vítěz 3.etapy
2. místo-celkově Baby Giro

### 2013
4. místo-celkově Giro del Trentino
vítěz  (klasifikace jezdců do 25 let)
7. místo Tre Valli Varesine
8. místo-celkově Tour of Austria

### 2014
3. místo-celkově Giro d'Italia
vítěz 15.etapy
7. místo-celkově Giro del Trentino

### 2015
2. celkově na Giro d'Italia
1.  v soutěži mladých jezdců
1. v 19. a 20. etapě

#### Celkové pořadí naGrand Tour
| Závod Grand Tour | 2013 | 2014 | 2015 | 2016 | 2017 | 2018 | 2019 | 2020 |  |
| ---------------- | ---- | ---- | ---- | ---- | ---- | ---- | ---- | ---- |  |
| Giro d'Italia    | 42   | 3    | 2    | -    | -    | -    | -    | -    |  |
| Tour de France   | -    | -    | -    | 13   | 5    | -    | -    | DNF  |  |
| Vuelta a España  | -    | 5    | 1    | -    | 13   | -    | -    | -    |  |